# Gene Parsons
Gene Parsons est un musicien américain né le 4 septembre 1944 à Morongo Valley, en Californie. Il est principalement connu pour avoir été le batteur du groupe The Byrds de 1969 à 1972. Outre la batterie, il chante et joue également de la guitare, de l'harmonica et du banjo.

## Discographie

### En solo
- 1973 : Kindling
- 1979 : Melodies
- 2001 : In Concert: I Hope They'll Let Us In

### Avec les Byrds
- 1969 : Dr. Byrds and Mr. Hyde
- 1969 : Ballad of Easy Rider
- 1970 : (Untitled)
- 1971 : Byrdmaniax
- 1971 : Farther Along

### Avec les Flying Burrito Brothers
- 1975 : Flying Again
- 1976 : Airborne